# Мечислав Павликовський
Мечислав Павликовський (пол. Mieczysław Pawlikowski, 9 січня 1920 — 23 грудня 1978) — польський актор театру та кіно.

## Життєпис
Народився в місті Житомирі, а в 1922 році його сім'я переїздить до Луцька. Під час Другої світової війни був пілотом Королівських воєнно-повітряних сил Великої Британії у дивізії 300 та 301. Після аварійного приземлення у Франції екіпаж перебрався до Гібралтару. В Англії розпочав акторську діяльність, а також був лектором і диктором польських радіопередач радіо BBC. У серпні 1945 повернувся до Польщі. Виступав у театрах міста Кельців, але перш за все у варшавських театрах. Популярність принесла роль Яна Заглоби у фільмі Пан Володийовський, а також він був ведучим у У вечорах біля мікрофону.

## Вибрана фільмографія
- Інспекція пана Анатола (1959)
- Історія польська (1960)
- Зустріч у мороці (1960)
- Мовчазні сліди (1961)
- Гангстери і філантропи (1962)
- Клуб професора Тутки (1966-1968)
- Клуб шахістів (1967)
- Пан Володийовський (1969)
- Пригоди пана Михала (1969)
- Пейзаж з героєм (1970)
- Сліди кицьки (1971)
- Не люблю понеділки (1971)
- Роман і Магда (1978)
- Зібрання (1979)

## Дублювання на польську
- Пітер Пен — Пен Дарлінг (1953)
- Все про Єву — Макс Фабіан (1950)